# Stenaphorura denisi
Stenaphorura denisi är en urinsektsart som beskrevs av Bagnall 1935. Stenaphorura denisi ingår i släktet Stenaphorura, och familjen blekhoppstjärtar. Arten är reproducerande i Sverige.